# Tư duy

Tư duy là phạm trù triết học dùng để chỉ những hoạt động của tinh thần, đem những cảm giác của người ta sửa đổi và cải tạo thế giới thông qua hoạt động vật chất, làm cho người ta có nhận thức đúng đắn về sự vật và ứng xử tích cực với nó.
Theo Từ điển Bách khoa toàn thư Việt Nam, tập 4 (Nhà xuất bản Từ điển bách khoa. Hà Nội. 2005); Tư duy là sản phẩm cao nhất của vật chất được tổ chức một cách đặc biệt – bộ não con người. Tư duy phản ánh tích cực hiện thực khách quan dưới dạng các khái niệm, sự phán đoán, lý luận.v.v...
Theo triết học duy tâm khách quan, tư duy là sản phẩm của "ý niệm tuyệt đối" với tư cách là bản năng siêu tự nhiên, độc lập, không phụ thuộc vào vật chất. Theo Georg Wilhelm Friedrich Hegel: "Ý niệm tuyệt đối là bản nguyên của hoạt động và nó chỉ có thể biểu hiện trong tư duy, trong nhận thức tư biện mà thôi".. Karl Marx nhận xét: "Đối với Hegel, vận động của tư duy được ông nhân cách hóa dưới tên gọi "ý niệm" là chúa sáng tạo ra hiện thực; hiện thực chỉ là hình thức bề ngoài của ý niệm".
Theo triết học duy vật biện chứng, tư duy là một trong các đặc tính của vật chất phát triển đến trình độ tổ chức cao. Về lý thuyết, Karl Marx cho rằng: "Vận động kiểu tư duy chỉ là sự vận động của hiện thực khách quan được di chuyển vào và được cải tạo/tái tạo trong đầu óc con người dưới dạng một sự phản ánh". Những luận cứ này còn dựa trên những nghiên cứu thực nghiệm của Ivan Petrovich Pavlov, nhà sinh lý học, nhà tư tưởng người Nga. Bằng các thí nghiệm tâm-sinh lý áp dụng trên động vật và con người, ông đi đến kết luận: "Hoạt động tâm lý là kết quả của hoạt động sinh lý của một bộ phận nhất định của bộ óc".

## Lịch sử hình thành và vai trò đối với triết học
Theo triết học duy tâm khách quan của G.W.F.Heghen, tư duy gắn liền với sự phát triển biện chứng của "ý niệm tuyệt đối" qua ba giai đoạn:
- Giai đoạn logic: Tư duy nguyên thủy ở trạng thái thuần túy là nơi chứa đựng ý niệm tuyệt đối.
- Giai đoạn hiện thực hoá: Do ý niệm tuyệt đối chuyển hóa thành hiện thân của nó là tự nhiên, tư duy cũng chuyển hóa theo.
- Giai đoạn cao cấp: Ý niệm tuỵệt đối phủ nhận tự nhiên và trở về với sự tư biện của tư duy và tiếp diễn trong tư duy và trở thành "tinh thần tuyệt đối". Ở giai đoạn này, tư duy phát triển đến mức cao nhất, bao gồm cả ý thức cá nhân, ý thức xã hội dưới các hình thức như tôn giáo, nghệ thuật và triết học.[5]

Theo triết học duy vật biện chứng, tư duy xuất hiện trong quá trình sản xuất xã hội của con người. Trong quá trình đó, con người so sánh các thông tin, dữ liệu thu được từ nhận thức cảm tính hoặc các ý nghĩ với nhau. Trải qua các quá trình khái quát hóa và trừu tượng hóa, phân tích và tổng hợp để rút ra các khái niệm, phán đoán, giả thuyết, lý luận.v.v... Kết quả của quá trình tư duy bao giờ cũng là sự phản ánh khái quát các thuộc tính, các mối liên hệ cơ bản, phổ biến, các quy luật không chỉ ở một sự vật riêng lẻ mà còn ở một nhóm sự vật nhất định. Vì vậy, tư duy bao giờ cũng là sự giải quyết vấn đề thông qua những tri thức đã nắm được từ trước.
Tư duy bắt nguồn từ hoạt động tâm lý. Hoạt động này gắn liền với phản xạ sinh lý là hoạt động đặc trưng của hệ thần kinh cao cấp. Hoạt động đó diễn ra ở các động vật cấp cao, đặc biệt biểu hiện rõ ở thú linh trưởng và ở người. Nhưng tư duy với tư cách là hoạt động tâm lý bậc cao nhất thì chỉ có ở con người và là kết quả của quá trình lao động sáng tạo của con người. Theo quan điểm của triết học duy vật biện chứng, lao động là một trong các yếu tố quyết định để chuyển hóa vượn có dạng người thành con người. Từ chỗ là một loài động vật thích ứng với tự nhiên bằng bản năng tự nhiên, con người đã phát triển sự thích ứng đó bằng bản năng thứ hai là tư duy với năng lực trừu tượng hóa ngày càng sâu sắc đến mức nhận thức được bản chất của hiện tượng, quy luật của tự nhiên và nhận thức được chính bản thân mình.
Đối với triết học, tư duy là một khái niệm - phạm trù quan trọng. Khái niệm - phạm trù này giúp lý giải các hoạt động được coi là có tính phi vật chất của cá thể người như giải trí, tín ngưỡng, nghiên cứu, học tập và các hình thức lao động trí lực khác đồng thời, có ảnh hưởng tích cực đối với lao động thể lực. Đối với xã hội, tư duy của cộng đồng người là cơ sở để tạo nên hệ thống tư duy xã hội trong các hoạt động chính trị, kinh tế, khoa học, tôn giáo, nghệ thuật.v.v... Người ta dựa vào tư duy để nhận thức những quy luật khách quan của tự nhiên, xã hội, con người và điều chỉnh hành động của mình phù hợp với các quy luật đó.

## Cơ chế hoạt động và tính độc lập tương đối
Cơ chế hoạt động cơ sở của tư duy dựa trên hoạt động sinh lý của bộ não với tư cách là hoạt động thần kinh cao cấp. Mặc dù không thể tách rời não nhưng tư duy không hoàn toàn gắn liền với một bộ não nhất định. Trong quá trình sống, con người giao tiếp với nhau, do đó, tư duy của từng người vừa tự biến đổi qua quá trình hoạt động của bản thân vừa chịu sự tác động biến đổi từ tư duy của đồng loại thông qua hoạt động có tính vật chất. Do đó, tư duy không chỉ gắn với bộ não của từng cá thể người mà còn gắn với sự tiến hóa của xã hội, trở thành một sản phẩm có tính xã hội trong khi vẫn duy trì được tính cá thể của một con người nhất định.
Mặc dù được tạo thành từ kết quả hoạt động thực tiễn nhưng tư duy có tính độc lập tương đối. Sau khi xuất hiện, sự phát triển của tư duy còn chịu ảnh hưởng của toàn bộ tri thức mà nhân loại đã tích lũy được trước đó (lao động quá khứ, kể cả lao động chân tay và lao động trí óc được tích lũy. Tư duy cũng chịu ảnh hưởng, tác động của các lý thuyết, quan điểm cùng tồn tại cùng thời với nó. Mặt khác, tư duy cũng có logic phát triển nội tại riêng của nó, đó là sự phản ánh đặc thù logic khách quan theo cách hiểu riêng gắn với mỗi con người. Tính độc lập của tư duy vừa làm cho nó có được tính tích cực, sáng tạo trong quá trình tìm kiếm tri thức mới, vừa là điều kiện nguồn gốc làm cho tư duy dần dần xa rời hiện thực khách quan. Để khắc phục mặt trái này của tư duy, người ta thường sử dụng thực tiễn để kiểm tra, kiểm nghiệm tính đúng đắn của tư duy.

## Ngôn ngữ
Nhu cầu giao tiếp của con người là điều kiện cần để phát sinh ngôn ngữ. Kết quả tư duy được ghi lại bởi ngôn ngữ. Ngay từ khi xuất hiện, tư duy đã gắn liền với ngôn ngữ và được thực hiện thông qua ngôn ngữ. Vì vậy, ngôn ngữ chính là cái vỏ hình thức của tư duy.
Ở thời kỳ sơ khai, tư duy được hình thành thông qua hoạt động vật chất của con người và từng bước được ghi lại bằng các ký hiệu từ đơn giản đến phức tạp, từ đơn lẻ đến tập hợp, từ cụ thể đến trừu tượng. Hệ thống các ký hiệu đó thông qua quá trình xã hội hóa và trở thành ngôn ngữ. Sự ra đời của ngôn ngữ đánh dấu bước phát triển nhảy vọt của tư duy và tư duy cũng bắt đầu phụ thuộc vào ngôn ngữ. Ngôn ngữ với tư cách là hệ thống tín hiệu thứ hai trở thành công cụ giao tiếp chủ yếu giữa con người với con người, phát triển cùng với như cầu của nền sản xuất xã hội cũng như sự xã hội hóa lao động.

## Nhận thức
Tư duy là kết quả của nhận thức đồng thời là sự phát triển cấp cao của nhận thức. Xuất phát điểm của nhận thức là những cảm giác, tri giác và biểu tượng... được phản ánh từ thực tiễn khách quan với những thông tin về hình dạng, hiện tượng bên ngoài được phản ánh một cách riêng lẻ. Giai đoạn này được gọi là tư duy cụ thể. Ở giai đoạn sau, với sự hỗ trợ của ngôn ngữ, hoạt động tư duy tiến hành các thao tác so sánh, đối chiếu, phân tích, tổng hợp, khu biệt, quy nạp những thông tin đơn lẻ, gắn chúng vào mối liên hệ phổ biến, lọc bỏ những cái ngẫu nhiên, không căn bản của sự việc để tìm ra nội dung và bản chất của sự vật, hiện tượng, quy nạp nó thành những khái niệm, phạm trù, định luật... Giai đoạn này được gọi là giai đoạn tư duy trừu tượng.